# IVANKA
IVANKA（イヴァンカ）は、日本の化粧品の製造や販売を中心とする企業である株式会社代官山イヴァンカが運営する化粧品ブランド及び美容室。
「IVANKA」のブランドでヘアケア製品やスキンケア製品を販売している。高価格帯の商品でスーパーやドラッグストアに商品を卸さず、自社のIVANKAサロンと呼ばれる美容室で商品を販売している。年間売上高は31億円。

## 沿革
- 1994年 - 美容室IVANKAを東京都渋谷区代官山町で開業。
- 1995年 - ヘアケア事業に進出。
- 2003年 - 化粧品事業に進出。

## 事業所
- 代官山イヴァンカ（〒150-0034 東京都渋谷区代官山町20-4）
- 東京オフィス（〒150-0034 東京都渋谷区代官山町17-2）
- LAオフィス（2111 Federal Avenue Los Angeles,California 90025）
- 広島オフィス（〒730-0037 広島市中区中町10-10-602）
- サロン事業部（〒730-0035 広島市中区本通1-9）
- 教育サロン（〒739-1731 広島市安佐北区落合5-14-16 IVANKAビル1F）
- 配送センター（〒739-1731 広島市安佐北区落合5-14-16 IVANKAビル2F）
- インターネット事業部 （〒739-1731 広島市安佐北区落合5-14-16 IVANKAビル3F）
- IVANKA銀座 （〒104-0061 東京都中央区銀座3-4-15　菱進銀座ビル6F）
- IVANKA札幌 （〒060-0062 札幌市中央区南2条西4丁目　乙井ビル8F）
- IVANKA前橋 （〒371-0804 群馬県前橋市六供町1100-5）
- IVANKA神戸 （〒650-0001 神戸市中央区加納町3-2-3-304）
- IVANKA広島 （〒730-0035 広島県広島市中区本通1-9 IVANKA No.3ビル）
- IVANKA広島プライベートサロン （〒739-1731 広島市安佐北区落合5-14-16 IVANKAビル2F）

## ラインナップ

### ヘアケア
- フォーシーズン〈ダメージヘア用 シャンプー〉
- ストレイン〈抜け毛用 シャンプー〉
- リストロ〈クセ毛用 シャンプー〉
- グロース〈細毛用 シャンプー〉
- ナチュラル トリートメント〈トリートメント〉
- 業務用サロントリートメント〈トリートメント〉
- クリアールエッセンス〈洗い流さないトリートメント〉
- アシッドウォーター〈頭皮用化粧水〉
- デザイナー〈スタイリングローション〉
- α・βストレイン〈育毛剤〉
- 赤外線キャップ

### スキンケア
- イズム〈美容液〉
- I LOVE 代官山〈化粧水〉
- 生フェイスソープ〈洗顔料〉
- ボディソープ

## IVANKAサロン
- IVANKA代官山
- IVANKA銀座
- IVANKA広島
- IVANKA広島 プライベートサロン
- IVANKA札幌
- IVANKA前橋
- IVANKA福岡
- IVANKA京都
- IVANKA神戸
- IVANKA小倉
- IVANKA長崎